# Oasis du lac Salso
L'oasis du lac Salso (en italien : Oasi Lago Salso) est une zone naturelle protégée située près de Manfredonia, dans les Pouilles.

## Statut
Géré par une entreprise formée par le Parc national du Gargano depuis 1999 et l'organisation à but non lucratif Centro Studi Naturalistici - Pro Natura, la réserve se compose de 540 hectares de zones humides du lac Salso alimentées par le Cervaro. La zone est classée site d'importance communautaire (SCI IT9110005) et zone de protection spéciale (SPA IT9110038) .

## Flore

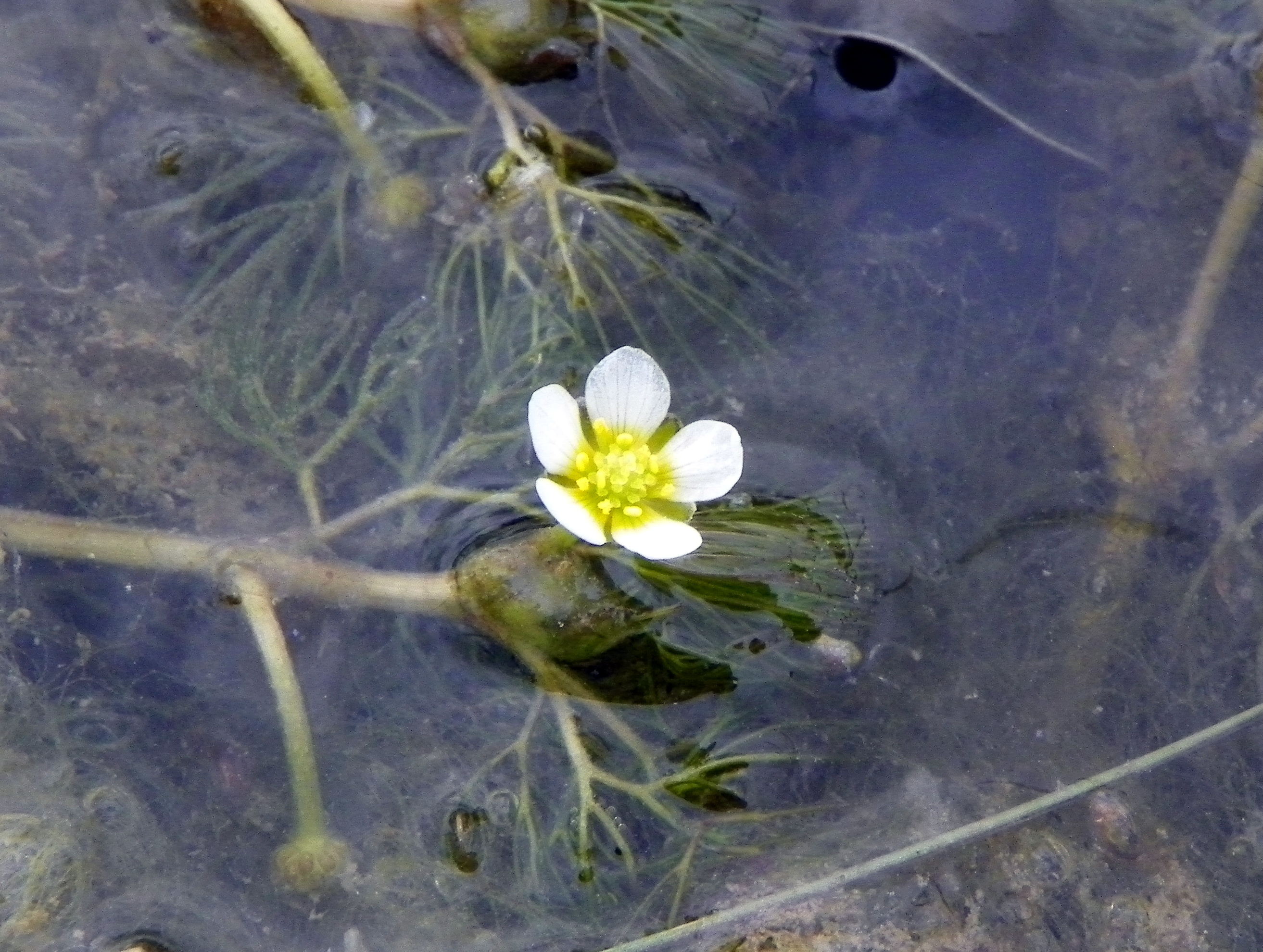
Renoncule aquatique

La végétation est constituée principalement de roseaux (Phragmites australis) et de quenouilles (Typha angustifolia). Au printemps et en été, l'iris d'eau ( Iris pseudacorus) et la salicaire commune (Lythrum salicaria) fleurissent. Des plantes d'eau douce typiques poussent le long des berges : des hydrophytes comme la renoncule d'eau (Ranunculus trichophyllus), l'utriculaire (Utricularia australis) et des plantes marécageuses comme l' Amaranthaceae.

## Faune
La zone constitue une zone humide d'un intérêt considérable en raison de la présence de diverses espèces d'oiseaux ; s'avère être le refuge préféré des canards : sarcelle d'hiver, canard colvert, sarcelle d'été, fuligule nyroca et fuligule milouin, ainsi que d'autres espèces d'oiseaux, parmi lesquels il faut noter la présence du busard des roseaux, foulque macroule, poule d'eau et martin pêcheur,... Il existe également diverses espèces de hérons (héron pourpré, héron cendré et parfois même grande aigrette).
En outre, une colonie protégée d'Érismature à tête blanche a été créée, oiseaux en voie d'extinction, présents uniquement ici et en Vénétie.
En automne et en hiver, il est possible d'observer l'étourneau sansonnet, le faucon pèlerin et le busard des roseaux.
Parmi les animaux les plus intéressants à mentionner figurent les oies (de passage), le balbuzard pêcheur, la spatule blanche, l'ibis, le panure à moustaches, l'aigle criard, le busard Saint-Martin, la cigogne blanche, la cigogne noire, le flamant rose et la grue cendrée.
Les eaux boueuses constituent un refuge pour les poissons d'eau douce comme le chevesne, la carpe commune, le poisson-chat et la tanche.
La présence de reptiles se compose de spécimens de couleuvre verte et jaune, d'couleuvre à quatre raies et de couleuvre d'Esculape auxquels s'ajoutent des spécimens de cistude, de couleuvre à collier et de couleuvre tessellée.
La faune se caractérise également par la présence de mammifères comme la belette d'Europe, la fouine, le blaireau européen, le hérisson commun, la musaraigne d'eau, le renard roux et même la loutre d'Europe.